# Wilfred Bouma
 Wilfred Bouma  holland válogatott labdarúgó, jelenleg a holland PSV Eindhoven játékosa.

## Karrier

### Kezdetek
Mielőtt a PSV Eindhoven juniorcsapatához került volna 1994-ben, előtte az SV Rood-Wit '62 csapatában játszott. Az akkori vezetőedző, Aad de Mos először 1994. október 26-án szerepeltette, a Willem II ellen. Miután hosszabb ideig nem játszott, két évre a másodosztályban szereplő MVV csapatának adták kölcsön. A második évben már a maastrichti csapattal is az első osztályban játszott. Ezután még egyszer kölcsönadták, a Fortuna Sittard csapatának. Miután itt is jól játszott, szezon végén visszarendelték anyaegyesületéhez.

### PSV
Miután ismét a PSV színeiben játszhatott, eleinte a balszélső posztján szerepelt, valamint néha csatár is volt. Csapattársai ilyenkor többek között Arnold Bruggink és Ruud van Nistelrooy voltak. Csak Arthur Numan eligazolásakor kezdett balhátvédként játszani.
A 2002-es vb selejtezőin a válogatottban is bemutatkozhatott. A 2004-es labdarúgó-Európa-bajnokságon középhátvédként, és utolsó PSV-s szezonjában is itt szerepelt, ám ekkor már Guus Hiddink irányítása alatt.

### Aston Villa
Az Aston Villa csapatához az átigazolási időszak lezárulta előtt egy nappal, 2005. augusztus 30-án igazolt 3,5 millió fontért. Első szezonjában sérülések hátráltatták, valamint az edző, David O'Leary sem szerepeltette eleget. Ám az edzőváltás után (O'Leary utódja Martin O’Neill lett), és miután felépült sérüléseiből, sikerült megszilárdítania helyét a kezdőcsapatban Gareth Barryvel szemben.
O'Neill edzősége alatt a csapat meghatározó tagjává vált, ő lett az első számú választás a balhátvéd posztjára. Első gólját a Villa színeiben 2008. február 9-én szerezte, a Newcastle ellen, 1–1-re alakítva az állást. A végeredmény a csapattárs, John Carew mesterhármasának köszönhetően sima, 4–1-es győzelem lett.
2008-ban, válogatottbeli kötelezettségei után az Intertotó-kupa harmadik fordulójában mindkét meccsen játszott az Odense BK ellen, ám a visszavágón súlyosan megsérült. Ez év szeptemberében a csapat bejelentette, hogy sérülése ellenére újabb két évvel meghosszabbítja lejáró szerződését, plusz egyéves opcióval.
Bouma egy másik nagy hiányzóval, Carew-val együtt 2009 januárjában kezdhette újra a teljes értékű edzéseket. Formája minél gyorsabb visszanyerése érdekében a tartalékcsapat mérkőzésein játszott, ám az egyik ilyenen ismét megsérült. Véglegesen csak 2009 szeptemberében, 14 hónap után játszhatott ismét az első csapatban. Bár visszatért, nem sokkal ezután újabb sérülést szenvedett, ezúttal lábujjával akadtak problémái.

### Válogatott
Bouma eddig 35 alkalommal ölthette magára a válogatott mezét, ezeken kétszer talált be. Debütálására 2000. szeptember 2-án, Írország ellen került sor. A 2004-es Eb-ig csak elvétve szerepelt a válogatottban, a kontinenstornán azonban négy meccsen is szóhoz jutott. Itt szerezte meg első gólját, Csehország ellen. Következő gólját mintegy négy hónappal később, a macedónok ellen szerezte.

## Karrierjének statisztikái

### Klubszinten
| Teljesítmény klubjában | Teljesítmény klubjában | Teljesítmény klubjában | Bajnokság | Bajnokság | Kupa     | Kupa     | Ligakupa   | Ligakupa   | Nemzetközi | Nemzetközi | Összesen | Összesen |
| Szezon                 | Klub                   | Bajnokság              | Mérk.     | Gól       | Mérk.    | Gól      | Mérk.      | Gól        | Mérk.      | Gól        | Mérk.    | Gól      |
| Hollandia              | Hollandia              | Hollandia              | Bajnokság | Bajnokság | KNVB Cup | KNVB Cup | Ligakupa   | Ligakupa   | Európa     | Európa     | Összesen | Összesen |
| ---------------------- | ---------------------- | ---------------------- | --------- | --------- | -------- | -------- | ---------- | ---------- | ---------- | ---------- | -------- | -------- |
| 1994-95                | PSV                    | Eredivisie             | 1         | 0         | -        | -        | -          | -          | -          | -          | 1        | 0        |
| 1995-96                | PSV                    | Eredivisie             | 4         | 0         | -        | -        | -          | -          | -          | -          | 4        | 0        |
| 1996-97                | PSV                    | Eredivisie             | 1         | 0         | -        | -        | -          | -          | -          | -          | 1        | 0        |
| 1996-97                | MVV                    | Eerste Divisie         | 18        | 7         | -        | -        | -          | -          | -          | -          | 18       | 7        |
| 1997-98                | MVV                    | Eredivisie             | 33        | 6         | -        | -        | -          | -          | -          | -          | 33       | 6        |
| 1998-99                | Fortuna Sittard        | Eredivisie             | 33        | 5         | -        | -        | -          | -          | -          | -          | 33       | 5        |
| 1999-00                | PSV                    | Eredivisie             | 27        | 9         | -        | -        | -          | -          | 3          | 0          | 30       | 9        |
| 2000-01                | PSV                    | Eredivisie             | 20        | 0         | 1        | 0        | -          | -          | 7          | 1          | 28       | 1        |
| 2001-02                | PSV                    | Eredivisie             | 27        | 3         | -        | -        | -          | -          | 10         | 0          | 37       | 3        |
| 2002-03                | PSV                    | Eredivisie             | 27        | 1         | -        | -        | -          | -          | 6          | 0          | 33       | 1        |
| 2003-04                | PSV                    | Eredivisie             | 32        | 5         | -        | -        | -          | -          | 12         | 2          | 44       | 7        |
| 2004-05                | PSV                    | Eredivisie             | 26        | 1         | 1        | 0        | -          | -          | 14         | 0          | 41       | 1        |
| 2005-06                | PSV                    | Eredivisie             | 3         | 0         | -        | -        | -          | -          | -          | -          | 3        | 0        |
| Anglia                 | Anglia                 | Anglia                 | Bajnokság | Bajnokság | FA-kupa  | FA-kupa  | League Cup | League Cup | Európa     | Európa     | Összesen | Összesen |
| 2005-06                | Aston Villa            | Premier League         | 20        | 0         | 1        | 0        | -          | -          | -          | -          | 21       | 0        |
| 2006-07                | Aston Villa            | Premier League         | 25        | 0         | 1        | 0        | 2          | 0          | -          | -          | 28       | 0        |
| 2007-08                | Aston Villa            | Premier League         | 38        | 1         | 1        | 0        | -          | -          | -          | -          | 39       | 1        |
| 2008-09                | Aston Villa            | Premier League         | 0         | 0         |          |          |            |            | 2          | 0          |          |          |
| Összesen               | Hollandia              | Hollandia              | 252       | 37        | 2        | 0        | -          | -          | 52         | 3          | 306      | 40       |
| Összesen               | Anglia                 | Anglia                 | 83        | 1         | 3        | 0        | 2          | 0          | -          | -          | 88       | 1        |
| Karrierje összesen     | Karrierje összesen     | Karrierje összesen     | 335       | 38        | 5        | 0        | 2          | 0          | 52         | 3          | 394      | 41       |

### Válogatott góljai
| #  | Időpont           | Helyszín                              | Ellenfél        | Állás | Végeredmény | Esemény      |
| -- | ----------------- | ------------------------------------- | --------------- | ----- | ----------- | ------------ |
| 1. | 2004. június 19.  | Estádio Municipal, Aveiro, Portugália | Csehország      | 1–0   | 2–3         | Euro 2004    |
| 2. | 2004. október 10. | Arena Filip II, Szkopje, Macedónia    | Észak-Macedónia | 0–1   | 2–2         | Vb-selejtező |

## Külső hivatkozások
- Wilfred Bouma pályafutásának statisztikái a Soccerbase oldalon (angolul)